# シガタケ
シガタケ（1977年12月10日 - ）は、日本の男性イラストレーター。 兵庫県在住。神戸芸術工科大学視覚情報デザイン学科卒業。学士（芸術工学）の学位を取得。ヴァニラウェアに所属。サークル活動では、ぐたり屋でいくつか寄稿していた。
『ハバネロたん』の原作者で知られている。ほか、にじちぅ?やかつて存在したダウンロードサイト「エルフィックス」のマスコットキャラクターの制作も手がけている。
『デザエモン』を使用したゲーム製作も行っており、作品の一つである「デビルブレイド」が『デザエモン+』のデザエモンセレクト100に収録されている。
また、デビルブレイドをシューティングゲームビルダーによってリメイクした「DEVIL BLADE REBOOT」が、2024年5月24日にSTEAMで公開。
動画共有サイトでも活動しており、メイドイン俺やわりと本格的 絵心教室を使った作品が投稿されている。

## 一般ゲーム
- DEVIL BLADE REBOOT

デザイン参加 
- グリムグリモア
- オーディンスフィア
- 朧村正
- くまたんち - 全てのキャラクターデザインを担当。
- グランナイツヒストリー
- ドラゴンズクラウン
- 十三機兵防衛圏
- ユニコーンオーバーロード
- ASTLIBRA ～生きた証～ Revision
- 事故物件だよ!うらみちゃん - キャラクターデザイン / アニメーション[2]

## アダルトゲーム
- 葵屋まっしぐら - (ソフトハウスキャラ、CG)
- うえはぁす - (ソフトハウスキャラ、背景)
- 海賊王冠 - (ソフトハウスキャラ、原画、CG、背景)

## その他
- 雪印コーヒー公式キャラクター - 公募入選作品。
- Fate/Grand Order - 一部の概念礼装イラストを担当